# Liste südafrikanischer Flaggen
Dieser Artikel listet alle Flaggen der Kolonien und Staaten auf, die seit 1652 in Südafrika existierten.

## Übersicht
Die folgenden Flaggen wurden als Flaggen der Südafrikanischen Union und der Republik Südafrika verwendet:
| Flagge | Zeitraum  | Gebrauch              | Beschreibung |
| ------ | --------- | --------------------- | --- |
|        | 1910–1912 | Südafrikanische Union | Eine britische Red Ensign mit dem Wappen der Südafrikanischen Union. |
|        | 1912–1928 | Südafrikanische Union | Eine britische Red Ensign mit dem Wappen der Südafrikanischen Union auf einer weißen Scheibe. |
|        | 1928–1994 | Flagge Südafrikas     | Drei waagerechte Streifen in orange, weiß und blau, mit einem gespiegelten Union Jack zum Liek hin, der Flagge des Oranje-Freistaates vertikal hängend und der Flagge der Südafrikanischen Republik (der „Vierfarb“ von Transvaal) im Flugteil. Die Flagge wurde erst von der Südafrikanischen Union und danach von der Republik Südafrika verwendet. |
|        | seit 1994 | Flagge Südafrikas     | Zwei horizontale Streifen in Chilirot (oben) und blau (unten) mit einem schwarzen Dreieck am Liek, überdeckt von einer waagerechten V-Form mit weißen Streifen zu den roten und blauen Streifen hin, und einem goldenen Streifen zum schwarzen Dreieck hin.                                                                                           |

## Geschichte

### Historische Flaggen (1652–1928)
- Bis zur Gründung der Südafrikanischen Union 1910 wurden verschiedene Flaggen in Südafrika verwendet.
- Die ursprüngliche niederländische Kapkolonie (1652–1795) verwendete die Flagge der Niederlande mit dem Siegel der Niederländische Ostindien-Kompanie in der Mitte. Diese Flagge wurde ebenso von der Batavischen Republik (1803–1806) verwendet.
- Die Burenrepubliken, darunter der Oranje-Freistaat (1854–1902), die Südafrikanische Republik (1857–1902), Stellaland (1882–1885), die Republik Goshen (1883–1885), die Nieuwe Republiek (1884–1888) und Klein Vrystaat (1886–1891) verwendeten ihre eigenen Flaggen. Einige dieser Flaggen waren der niederländischen Flagge entlehnt.
- Die britischen Kolonien des 19. Jahrhunderts verwendeten den Union Jack und ab den frühen 1870er Jahren fügten einige Kolonien, darunter die Kolonie Natal, die Kapkolonie, sowie später die Oranjefluss-Kolonie und die Transvaal-Kolonie, den jeweiligen Flaggen ihr Wappen hinzu.
- Die 1910 gegründete Südafrikanische Union verwendete anfänglich eine britische Red Ensign mit dem Wappen Südafrikas im Flugteil. Diese Flagge wurde 1928 durch die erste Nationalflagge Südafrikas ersetzt.

| Flagge | Zeitraum                        | Gebrauch                               | Beschreibung                                                                                                |
| ------ | ------------------------------- | -------------------------------------- | --- |
|        | 1839–1843                       | Republik Natalia                       | |
| rahmen | 1857–1902                       | Oranje-Freistaat                       | |
| rahmen | 1857–1874, 1875–1877, 1881–1902 | Südafrikanische Republik (Transvaal)   | („Vierfarb“)                                                                                                |
| rahmen | 1874–1875                       | Südafrikanische Republik (Transvaal)   | („Thomas François Burgerss Voortrekkerflagge“). Ein rotes Andreaskreuz mit weißen Streifen auf blauem Feld. |
| rahmen | 1875–1910                       | Kolonie Natal                          | |
|        | 1876–1910                       | Kapkolonie                             | Eine britische Blue Ensign mit dem Wappen der Kapkolonie im Flugteil.                                       |
| rahmen | 1883–1885                       | Republik Goshen                        | |
| rahmen | 1883–1885                       | Stellaland                             | |
| rahmen | 1884–1888                       | Nieuwe Republiek                       | |
| raam   | 1890–1891                       | Klein Vrystaat                         | |
|        | 1902–1910                       | Oranjefluss-Kolonie                    | Eine britische Blue Ensign mit einer Springbock-Antilope auf einer Scheibe.                                 |
|        | 1904–1910                       | Transvaal-Kolonie                      | Eine britische Blue Ensign mit einem ruhenden Löwen in einer afrikanischen Landschaft mit Palmen.           |
| rahmen | 1910–1912                       | Südafrikanische Union (Handelsflagge)  | |
| rahmen | 1910–1951                       | Südafrikanische Union (Nationalflagge) | |
| rahmen | 1912–1951                       | Südafrikanische Union (Handelsflagge)  | |

### Nationalflagge (1928–1994)
- Die Hertzog-Administration führte die Flagge nach einigen Jahren politischer Debatten ein. Nachdem sie 1927 vom Parlament Südafrikas angenommen wurde, wurde sie am 31. Mai 1928 erstmals gehisst.
- Die Flagge spiegelt die politischen Vorgängerstaaten der Union wider. Die Grundlage ist die Prinsenvlag (der königliche Dreifarb) der Niederlande, mit dem Union Jack für das Kap und Natal, der früheren Flagge des Oranje-Freistaates und der früheren Flaggen der Südafrikanischen Republik (Transvaal).
- Bis 1957 wurde die Flagge gemeinsam mit dem Union Jack gehisst.
- Mit der Ausrufung der Republik am 31. Mai 1961 blieb die Flagge unverändert. Dennoch wurde fortlaufend eine Umgestaltung der Flagge gefordert, vor allem von Buren, da der Union Jack Bestandteil der Flagge war. Der damalige Premierminister, Hendrik Frensch Verwoerd, entwarf eine „saubere Flagge“ mit drei waagerechten Streifen in oranje, weiß und blau mit einer springenden Springbock-Antilope über einem Kranz von sechs Zuckerbüschen in der Mitte.

| Flagge | Zeitraum  | Verwendung                               | Beschreibung                                                                                                 |
| ------ | --------- | ---------------------------------------- | --- |
|        | 1928–1982 | Südafrikanische Union/Republik Südafrika | Die Flagge mit einem dunkleren blau bis in die frühen 1980er Jahre.                                          |
| rahmen | 1982–1994 | Republik Südafrika                       | Die Flagge mit einem helleren „Solway“-blau wie es 1982 von der südafrikanischen Regierung festgelegt wurde. |

### „Homelands“ (1966–1994)
- Neun der damaligen zehn „Homelands“, die während der Apartheid für die schwarze Bevölkerung gegründet wurden, verwendeten ihre eigene Flaggen, darunter Transkei (1966–1994), Bophuthatswana (1973–1994), Ciskei (1973–1994), Gazankulu (1973–1994), Venda (1973–1994), Lebowa (1974–1994), QwaQwa (1975–1994), KwaZulu (1977–1994) und KwaNdebele (1982–1994). Nur KaNgwane besaß keine eigene Flagge und verwendete stattdessen die damalige Flagge Südafrikas.
- All diese Flaggen wurden mit der Wiedereingliederung der „Homelands“ in Südafrika am 27. April 1994 obsolet.

| Flagge | Zeitraum  | Verwendung     | Beschreibung |
| ------ | --------- | -------------- | ------------ |
| rahmen | 1966–1994 | Transkei       |              |
| rahmen | 1973–1994 | Bophuthatswana |              |
| rahmen | 1973–1994 | Ciskei         |              |
| rahmen | 1973–1994 | Gazankulu      |              |
| rahmen | 1973–1994 | Venda          |              |
| rahmen | 1974–1994 | Lebowa         |              |
| rahmen | 1975–1994 | QwaQwa         |              |
| rahmen | 1977–1985 | KwaZulu (1)    |              |
|        | 1982–1994 | KwaNdebele     |              |
| rahmen | 1985–1994 | KwaZulu (2)    |              |

### Sportflaggen (1992–1994)
Da Südafrika aufgrund seiner Apartheidspolitik vom internationalen Sportgeschehen ausgeschlossen war, konnte das Land zwischen 1964 und 1988 nicht an Olympischen Spielen teilnehmen. 1991 wurde das Land wieder Teil der olympischen Bewegung. Aufgrund eines Disputs über die Verwendung der Flagge und der Nationalhymne nahmen südafrikanische Athleten an den Olympischen Sommerspielen 1992 in Barcelona mit einer eigens entworfenen Flagge teil. Die Flagge bestand aus einem weißen Feld mit einem grauen Diamanten darauf, der den Reichtum an Mineralien widerspiegelte, und drei fließende Streifen in blau, rot und grün für das Meer, das Land und die Landwirtschaft, den olympischen Ringen und den Landesnahmen darunter. Die Sportkleidung zeigte das Emblem der South African Sports Confederation and Olympic Committee, bestehend aus den olympischen Ringen, umgeben von Olivenzweigen und dem Landesnamen darüber. Bei Siegerehrungen wurde Ludwig van Beethovens „Ode an die Freude“ gespielt. An den Olympischen Winterspielen 1994 in Lillehammer nahm Südafrika unter der Flagge seines Nationalen Olympischen Komitees teil.

Flagge der südafrikanischen Athleten bei den Olympischen Sommerspielen 1992
Flagge der südafrikanischen Athleten bei den Olympischen Winterspielen 1994

### Nationalflagge (seit 1994)
- 1994 wurde Südafrika ein einheitlicher demokratischer Staat mit gleichen Rechten für Männer und Frauen aller Ethnien. Die Assoziation der alten Flagge mit den Apartheidsjahren machte ihre Verwendung mit der neuen Demokratie unvereinbar, und der damalige südafrikanische Staatsheraldiker Frederick Brownell entwarf eine neue Flagge. Nachdem sie am 20. März 1994 vom Transitional Executive Council genehmigt wurde, wurde sie am 20. April 1994 von Staatspräsident F. W. de Klerk persönlich genehmigt und am 27. April 1994 erstmals gehisst.
- Die neue Flagge war ursprünglich nur als Interimsflagge geplant, wurde aber schnell dermaßen beliebt, dass sie mit der neuen Verfassung Südafrikas von 1996 zur Nationalflagge wurde.

| Flagge | Zeitraum  | Verwendung         | Beschreibung |
| ------ | --------- | ------------------ | ------------ |
|        | seit 1994 | Republik Südafrika |              |

## Regierungsflaggen

Gouverneur der Kapkolonie, 1876–1910
Gouverneur der Kapkolonie, 1905–1907
Gouverneur der Oranjefluss-Kolonie, 1902–1910
Gouverneur der Transvaal-Kolonie, 1904–1910
Hochkommissar für das südliche Afrika, 1907–1931
Hochkommissar für das südliche Afrika, 1931–1968
Gouverneurgeneral Südafrikas, 1910–1931
Gouverneurgeneral Südafrikas, 1931–1952
Gouverneurgeneral Südafrikas, 1952–1961
Staatspräsident Südafrikas, 1961–1984
Staatspräsident Südafrikas, 1984–1994

### Flagge der Zivilluftfahrt

1930er Jahre

## Militärflaggen

### South African Defence Force

1947–1981
1981–1994

### South African National Defence Force

1994–2003
seit 2003

### National Department of Defence

Joint Operations Division
Department of Military Veterans

### Flaggen der Landstreitkräfte

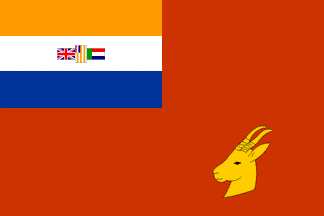
1951–1973
1973–1994
1994–2002
2002–2003
seit 2003

### Flaggen der Luftstreitkräfte

1920–1940
1940–1951
1951–1958
1958–1967
1967–1970 (genehmigt, aber nicht verwendet)
1970–1981
1981–1982
1982–1994
1994–2003
seit 2003

### Seekriegsflaggen

1922–1946
1946–1951
1951–1952 (genehmigt, aber nicht verwendet)
1952–1959
1959–1981
1981–1994
1981–1994
seit 1994
ca. 1998

## Flaggen der Polizei

### South African Police

1981–1994

### South African Police Service

seit 1995

## Flaggen der Provinzen

### 1910–1994
Von 1910 bis 1994 war Südafrika in vier Provinzen unterteilt: Kapprovinz, Provinz Natal, Oranje-Freistaat und Transvaal. Die Provinzen verwendeten ihre eigenen Wappen, aber keine eigenen Flaggen.

### Seit 1994
Im April 1994 wurde Südafrika in neun Provinzen unterteilt. Jede Provinz besitzt ihr eigenes Wappen, die in der Regel vom Staatsheraldiker Frederick Brownell entworfen wurden. Aktuell besitzt lediglich eine Provinz, Mpumalanga, seine eigene Flagge, nachdem diese im Februar 1996 angenommen wurde.

Mpumalanga

## Flaggenentwürfe

### Flaggenentwürfe aus den 1920er Jahren
1927 wurde ein parlamentarisches Komitee mit der Gestaltung einer Nationalflagge für Südafrika beauftragt.

Entwurf des Komitees 1
Entwurf des Komitees 2
Entwurf des Komitees 3

### Flaggenentwürfe aus den 1990er Jahren

#### Entwürfe, die von der National Symbols Commission in die engere Auswahl gezogen wurden
Die National Symbols Commission legte im Oktober 1993 sechs Entwürfe vor.

Entwurf 1
Entwurf 2
Entwurf 3
Entwurf 4
Entwurf 5
Entwurf 6

#### Entwürfe von Grafikstudios
Im November 1993 legten einige Grafikstudios verschiedene Flaggenentwürfe vor.

Entwurf 1
Entwurf 2
Entwurf 3
Entwurf 4
Entwurf 5
Entwurf 6

#### Entwürfe, die vom Joint Technical Working Committee in die engere Auswahl gezogen wurden
Im Februar 1994 zog das Joint Technical Working Committee einige Entwürfe in die engere Auswahl. Ein weiterer Entwurf wurde vom African National Congress (ANC) vorgelegt, der auf einem Entwurf basierte, der im Oktober 1993 in der engeren Auswahl war. Der Entwurf 4 vom Staatsheraldiker Frederick Brownell wurde dem Transitional Executive Council vorgelegt und schließlich als Nationalflagge angenommen.

Entwurf 1
Entwurf 2
Entwurf 3
Entwurf 4
Entwurf 5
Entwurf des ANC